# Boris Sagal
Boris Sagal (Iekaterinoslav, República Socialista Soviètica d'Ucraïna, 18 d'octubre de 1923 − Portland, Oregon, Estats Units, 22 de maig de 1981) va ser un director de cinema i productor estatunidenc d'origen soviètic.

## Biografia[1]
Sagal fou originari de Iekaterinoslav (RSSU), actualment Dniprò (Ucraïna). Va emigrar als Estats Units, anant a l'escola de teatre a Yale. Aquí va dirigir episodis de diverses sèries de televisió, per després passar a dirigir pel·lícules per al cinema.
Les seves pel·lícules més conegudes són Dime With a Halo, 1957, Esquadró Mosquit, 1970,  The Omega Man, 1971 i Angela (1978).
Per a la televisió, va realitzar entre altres coses de la pel·lícula Hanser's Memory, 1971, també distribuïda als cinemes, i la minisèrie  Masada  (1981).
Sagal va morir mentre treballava en la pel·lícula per la TV  Tercera Guerra Mundial , colpejat per les aspes d'un helicòpter en moviment. L'accident va passar a la Timberline Lodge, la propietat on es van prendre les primeres escenes de  Shining  de Stanley Kubrick.
La pel·lícula més tard es va completar el 1982, dirigida per David Greene.
És el pare de l'actriu Katey Sagal.

## Filmografia[2]

### Director
| - 1953: General Electric Theater (sèrie TV) - 1955: Christmas Eve with Charles Laughton (TV) - 1958: Naked City (sèrie TV) - 1958: 77 Sunset Strip (sèrie TV) - 1959: Mr. Lucky (sèrie TV) - 1960: The Emperor's Clothes (TV) - 1960: Hong Kong (sèrie TV) - 1961: The Crimebusters - 1961: The Defenders (sèrie TV) - 1961: Dr. Kildare (sèrie TV) - 1963: Dime with a Halo - 1963: Twilight of Honor - 1963: The World's Greatest Showman: The Legend of Cecil B. DeMille (TV) - 1964: Guns of Diablo (TV) - 1965: Girl Happy - 1965: A Man Called Shenandoah (sèrie TV) - 1966: Made in Paris - 1967: Dundee and the Culhane (sèrie TV) - 1967: Cimarron Strip) (sèrie TV) - 1967: Ironside (sèrie TV) - 1968: The Helicopter Spies (TV) - 1968: The Name of the Game (sèrie TV) - 1969: U.M.C. (TV) - 1969: The Thousand Plane Raid - 1969: Esquadró Mosquito (Mosquito Squadron) - 1969: Destiny of a Spy (TV) - 1969: Night Gallery (TV) - 1969: D.A.: Murder One (TV) - 1970: The Movie Murderer (TV) - 1970: Hauser's Memory (TV) - 1971: Hitched (TV) - 1971: L'home omega (The Omega Man) | - 1971: The D.A. (sèrie TV) - 1971: The Harness (TV) - 1971: The Failing of Raymond (TV) - 1972: The Scarecrow (TV) - 1972: Madigan (sèrie TV) - 1972: Columbo: Temporada 2 de Columbo, Episodi 2: (The Greenhouse Jungle) (sèrie TV) - 1973: Deliver Us from Evil (TV) - 1973: Griff (sèrie TV) - 1973: Columbo: Temporada 3 de Columbo, Episodi 3: (Candidate for Crime) (sèrie TV) - 1974: Three for the Road (TV) - 1974: Indict and Convict (TV) - 1974: A Case of Rape (TV) - 1974: The Greatest Gift (TV) - 1974: Amy Prentiss (sèrie TV) - 1975: The Dream Makers (TV) - 1975: The Runaway Barge (TV) - 1975: Man on the Outside (TV) - 1976: The Oregon Trail (TV) - 1976: Mallory: Circumstantial Evidence (TV) - 1976: Sherlock Holmes in New York (TV) - 1976: Arthur Hailey's the Moneychangers (fulletó TV) - 1978: Ike: The War Years (TV) - 1978: The Awakening Land (fulletó TV) - 1978: Angela (pel·lícula)¸Angela - 1979: Mrs. Columbo) (sèrie TV) - 1979: Kate Loves a Mystery (TV) - 1980: The Diary of Anne Frank (TV) - 1981: When the Circus Came to Town (TV) - 1981: Masada (fulletó TV) - 1981: Dial M for Murder (TV) - 1982: World War III (TV) |

### Productor
- 1966: T.H.E. Cat (sèrie TV)
- 1975: The Dream Makers (TV)
- 1975: The Runaway Barge (TV)

## Premis i nominacions
Nominacions
- 1970: Primetime Emmy a la millor sèrie dramàtica per The Name of the Game
- 1974: Primetime Emmy al millor director en sèrie dramàtica per A Case of Rape
- 1976: Primetime Emmy al millor director en sèrie dramàtica per Rich Man, Poor Man
- 1981: Primetime Emmy al millor director en sèrie o especial per Masada